# Peromyia insueta
Peromyia insueta är en tvåvingeart som beskrevs av Jaschhof 2004. Peromyia insueta ingår i släktet Peromyia och familjen gallmyggor. Inga underarter finns listade i Catalogue of Life.